# Martyrs de la guerre des Cristeros
Pour les articles homonymes, voir Cristeros.
Les martyrs de la guerre des Cristeros sont des prêtres et laïcs morts in odium fidei au cours de la Guerre des Cristeros au début de 1926 à 1929, au Mexique. Ils sont répartis en deux groupes ; l'un se compose de vingt-deux prêtres et trois laïcs qui ont été canonisés le 21 mai 2000 par Jean-Paul II, l'autre de quatre prêtres et neuf laïcs béatifiés le 20 novembre 2005 par Benoît XVI.

## Contexte historique
Depuis la  Constitution mexicaine de 1917, des lois anticatholiques étaient plus ou moins appliquées, mais le nouveau président Plutarco Elías Calles les fait appliquer d'une façon intransigeante. Le paroxysme est atteint entre 1926 et 1929. Il fait expulser les prêtres et les fait exécuter par les forces armées, la distribution des sacrements étant passible de mort. Cela provoque des rébellions un peu partout, puis une guerre civile avec l'organisation d'une armée, dont les membres se dénommeront Cristeros. Les prêtres ne sont pas seuls à payer leur tribut à l'intransigeance du gouvernement, des laïcs et même des enfants sont l'objet de cette violence. Dans les dizaines de milliers de morts de ces événements, l'Église a déclaré quelques martyrs, après les enquêtes habituelles de la Congrégation pour les causes des saints.

## Liste des martyrs

### Pontificat de Jean-Paul II

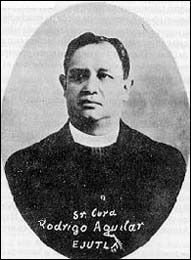
Saint Rodrigo Aguilar Alemán.

Vingt-cinq martyrs sont béatifiés le 20 novembre 1992 et canonisés le 21 mai 2000 par Jean-Paul II à Rome, place Saint-Pierre :
- Cristóbal Magallanes Jara (es) (1869-1927), prêtre[1],[2].
- Román Adame Rosales (1875-1927), prêtre[3].
- Rodrigo Aguilar Alemán (1859-1927), prêtre[4].
- Julio Álvarez Mendoza (1866-1927), prêtre[5].
- Luis Batis Sáinz (1870-1926), prêtre[6].
- Agustín Cortés Caloca (1898-1927), prêtre[7].
- Mateo Correa Megallanes (1866-1927), prêtre[8].
- Atilano Cruz Alvarado (1901-1928), prêtre[9].
- Miguel de la Mora de la Mora (1878-1927), prêtre[10].
- Pedro Ramírez Esqueda (1887-1927), prêtre[11].

- Margarito Flores García (en) (1899-1927), prêtre[12].

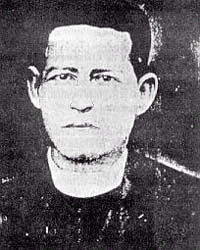
Saint Pierre de Jésus Maldonado.

- José Isabel Flores Varela (1866-1927), prêtre[13].
- David Galván Bermudes (1881-1915), prêtre[14].
- Salvador Lara Puente (1905-1927), laïc, membre de l'Acción Católica de la Juventud Mexicana[15].
- Pierre de Jésus Maldonado (1892-1937), prêtre diocésain[16].
- Jesús Méndez Montoya (1880-1928), prêtre, vicaire de Valtierrilla[17],[18].
- Manuel Morales (1898-1926), laïc, membre de l'Acción Católica de la Juventud Mexicana et président de la Liga Nacional para la Defensa de la Libertad Religiosa[19].
- Justino Orona Madrigal (pl) (1877-1928), prêtre, fondateur de la Congregación religiosa de las Hermanas Clarisas del Sagrado Corazón[20].
- Sabas Reyes Salazar (1883-1927), prêtre[21].
- José María Robles Hurtado (es) (1888-1927), prêtre, fondateur des Hermanas del Corazón de Jesús Sacramentado[22].
- David Roldán Lara (1902-1926), laïc, président de l'Acción Católica de la Juventud Mexicana[23].
- Thuribe Romo (1900-1928), prêtre[24],[25].
- Jenaro Sánchez Delgadillo (1886-1927), prêtre[26].
- Tranquilino Ubiarco Robles (1899-1928), prêtre[27].
- David Uribe Velasco (1889-1927), prêtre[28].

### Pontificat de Benoît XVI

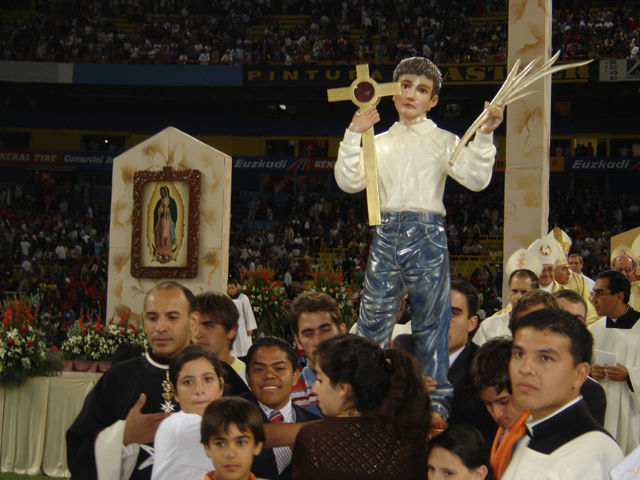
Béatification du bienheureux José Luis Sanchez del Rio

Treize martyrs sont béatifiés le 20 novembre 2005 au cours d'une messe à Guadalajara, présidée par le cardinal José Saraiva Martins, préfet de la Congrégation pour les causes des saints.
- José Anacleto González Flores (en)   et huit compagnons[29] :
  - José Dionisio Luis Padilla Gómez
  - Jorge Ramón Vargas González
  - Ramón Vicente Vargas González
  - José Luciano Ezequiel Huerta Gutiérrez
  - J. Salvador Huerta Gutiérrez
  - Miguel Gómez Loza
  - Luis Magaña Servín
  - José Sánchez del Río (1913-1928)

- José Trinidad Rangel[30].

- Andrés Solá Molist[31].

- Leonardo Pérez[32].

- Darío Acosta Zurita[33].